# Turismo de ayahuasca

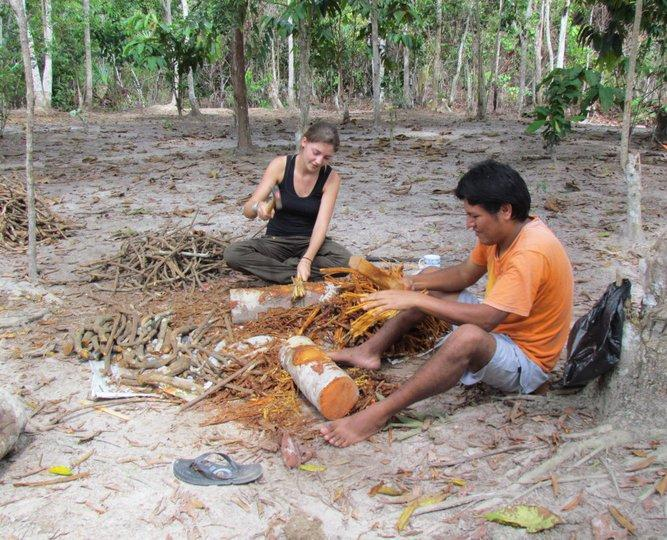
Una extranjera participando en la preparación de la ayahuasca en Iquitos, Perú.

El turismo de ayahuasca es un tipo de turismo que implica viajar a Sudamérica, principalmente en Perú, con el objetivo de contratar una serie de servicios vinculados al uso no tradicional de la decocción ayahuasca en un albergue durante una estancia de corta duración. Este tipo de turismo es criticado tanto por la apropiación cultural por parte de personas de origen no amazónico como por los impactos a las comunidades tradicionales, la mercantilización de una práctica de la medicina tradicional amazónica, la explotación laboral y mala paga de curanderos y curanderas por parte de los centros de sanación de extranjeros, ser una actividad informal que en la mayoría de casos no contribuye con impuestos, la depredación de las especies botánicas utilizadas en la preparación de la decocción y por los crímenes asociados a los rituales.
El término 'turismo de ayahuasca' se empezó a usar en la década de los 90.

## Motivaciones
Las motivaciones para viajar y participar en rituales con ayahuasca son varios y de acuerdo a la antropóloga Evgenia Fotiou un tema en común es «el atractivo que supone todo lo que agrupa la antítesis de la civilización occidental: lo pre-industrial, pre-moderno, natural, exótico, espiritual, sagrado, tradicional y atemporal». Entre estas motivaciones se encuentra que:
- una mayoría de los turistas buscan mejorar su estado salud física y/o psicológica a través de un paradigma cultural diferente del que ofrece la biomedicina;[15][16][17]
- otro grupo de turistas busca la transformación personal a partir de la creencia que el acondicionamiento cultural de las sociedades occidentales con su racionalidad, materialismo e incredulidad en los espíritus crean un vacío y que los rituales de ayahuasca los ayudan a llenarlo;[18][19]
- unos turistas participan en las ceremonias por la simple curiosidad de participar en una experiencia nueva.[20][21]

## Antecedentes
El turismo vinculado a plantas enteógenas y rituales de la medicina tradicional tiene sus antecedentes en el fenómeno ocurrido en la década de 1950 cuando un artículo de Gordon Wasson fue publicado en la revista Life en 1957. El texto trataba sobre su experiencia comiendo hongos con psilocibina con la curandera mazateca María Sabina en Huautla de Jiménez, al sur del estado de Oaxaca. El artículo detonó una búsqueda espiritual de décadas a partir del viaje y participación de personas de Estados Unidos en rituales basados en el conocimiento tradicional en México.
En Perú en la década de 1980 ocurrió un fenómeno similar a menor escala a partir de la organización de grupos desde Estados Unidos y Europa que visitaban al curandero Eduardo Calderón Palomino en Las Delicias, en la costa de La Libertad, para participar en sesiones de curanderismo norteño. El curanderismo norteño es una tradición sincrética en la costa y sierra norte de Perú en donde el curandero utiliza el cactus San Pedro (Trichocereus pachanoii).

## Elboomdel ayahuasca y su impacto económico
Previo a la interrupción de los viajes internacionales en 2020 a causa de la pandemia de Covid-19, el sector económico vinculado a la ayahuasca experimentó un auge significativo en Perú. El fenómeno de la globalización del ayahuasca está a debate entre la comunidad científica. Un estudio llevado a cabo por Carlos Suárez Álvarez en 2019 focalizado en Iquitos, principal epicentro del turismo relacionado con la ayahuasca en Perú, reveló que para ese año operaban setenta centros especializados en retiros de ayahuasca destinados a un público internacional. Esta cifra contrasta con los treinta centros que se registraron en 2016. Álvarez estimó que anualmente, entre 15 000 y 20 000 visitantes internacionales participaban en ceremonias de ayahuasca, generando ingresos aproximados de US$ 17.5 millones solo en concepto de reservas. La gran mayoría de estos centros no están registrados, son parte de la economía informal y no pagan impuestos. Otros autores confirman y subrayan los efectos negativos ligados la mercantilización de la ayahuasca,especialmente en la región de Iquitos. Es relevante mencionar que, además de Iquitos, existen otros núcleos de centros de retiro ligados al turismo de ayahuasca en regiones peruanas como en el Valle Sagrado y Pullcapa, así como en otras naciones sudamericanas.

## Contraindicaciones, riesgos y precauciones

### Ritual de ayahuasca
El consumo de ayahuasca está contraindicado para personas con ciertas condiciones psicológicas como el trastorno límite de la personalidad (borderline), trastornos disociativos y otras enfermedades donde se pueden manifestar la psicosis. También está contraindicado para personas con condiciones físicas como la diabetes, la uremia, lupus, esclerosis múltiple, esclerosis lateral amiotrófica y personas con lesiones digestivas con potencial de hemorragia. Se excluye también a las mujeres en sus primeros meses de embarazo dadas las posibilidades de un aborto al vomitar; la decocción de ayahuasca tiene propiedades eméticas.

#### Fallecimientos durante y después del ritual
En Perú, el 2011 en el albergue del curandero shipibo Guillermo Arévalo en Iquitos, un turista francés de 39 años fue encontrado muerto con botellas de ayahuasca. El 2012 en Puerto Maldonado, un turista estadounidense de 19 años falleció en una ceremonia de ayahuasca. Luego, el 2014 un turista ruso de 52 años falleció después de una sesión de ayahuasca también en Iquitos. El 2016, un turista filipino de 33 años en distrito de Písac, y otra turista estadounidense de 41 años en el distrito de Coya  fallecieron durante sesiones de ayahuasca, ambos en la provincia de Calca en la región Cuzco. En 2019, un canadiense de 33 años luego de tomar ayahuasca se hirió mortalmente con un cuchillo en un centro en Iquitos.

### Purga de tabaco

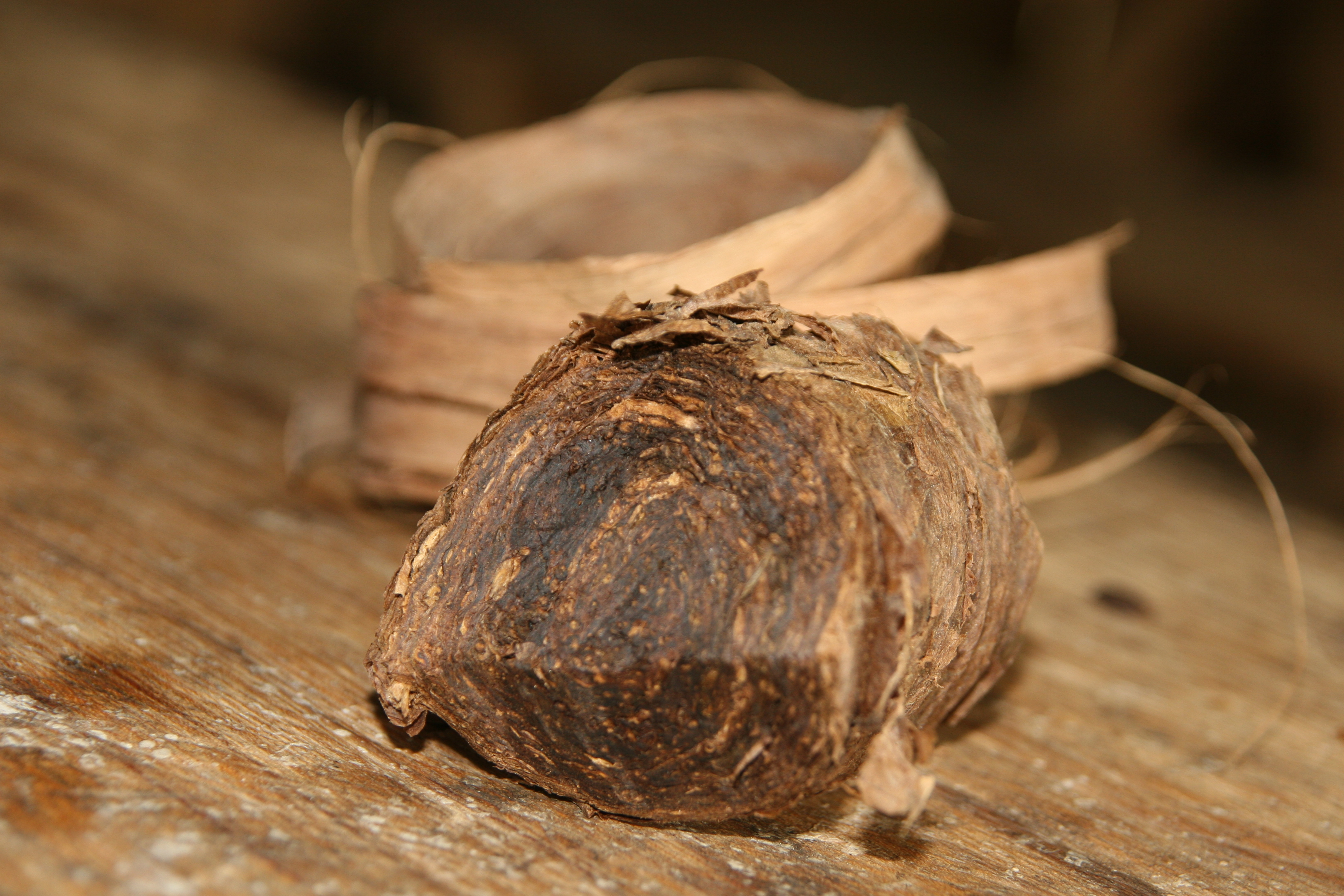
La purga de tabaco se refiere a la preparación y uso ritual tradicional de mapacho (Nicotiana rustica) como decocción líquida para hacer uso de sus propiedades eméticas.

El ritual de la purga de tabaco muchas veces se realiza como una actividad previa a las ceremonias de ayahuasca. La purga de tabaco tiene una contraindicación absoluta para mujeres embarazadas, personas con problemas cardiovasculares, hipotensión crónica, personas de edad avanzada y/o con estado frágil de salud. Dado que las personas muchas veces no tienen conocimiento de ciertas dolencias que poseen, existe la posibilidad que una persona aparentemente saludable pueda fallecer. El 2015 en Perú, se tuvieron dos incidentes fatales relacionados con las purgas de tabaco.

## Impactos negativos

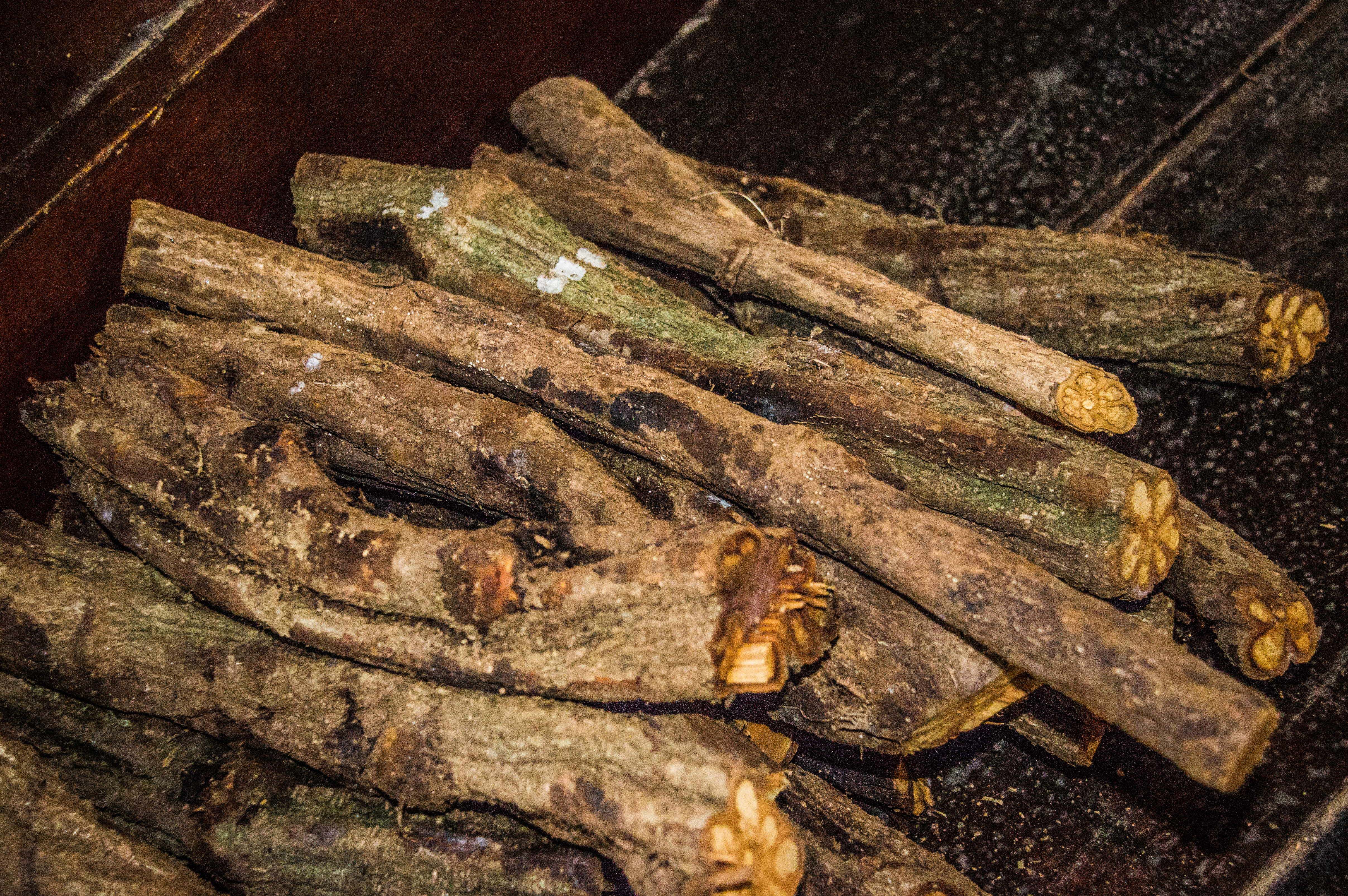
La extracción comercial de la enredadera B. caapi en Perú ha generado que sea más difícil hallarla en forma silvestre.

### Pérdida y deterioro del conocimiento y uso tradicional
Muchos médicos tradicionales están cambiando su ocupación principal de curar pacientes o producir y contrarrestar la brujería para proporcionar experiencias espectaculares para los visitantes occidentales. Estos médicos intentan llevar a la perfección la experiencia visionaria de la ayahuasca pero ya no estudian todo el sistema de la medicina amazónica para curar las enfermedades de la población local. En muchos lugares parece que, sin proporcionar instalaciones alternativas para cuidar a los enfermos, un uso más espiritual de la ayahuasca está en camino de sustituir el sistema anterior de curación pragmática; un sistema que se preservó, desarrolló y siguió reproduciéndose a pesar de las epidemias, la conquista, el condicionamiento misionero y el genocidio del caucho.
Asimismo, las ceremonias de ayahuasca para occidentales se desarrollan en marcos rituales distintos a los nativos. Estas nuevas celebraciones rituales se correlacionan al mismo tiempo con las expectativas de "indigenidad" de los norteños y con la desaparición de otros rituales shipibo —como el ritual mochai— que no estaban conectados con la ayahuasca.

### Extracción comercial de las especies
Se ha argumentado que la alta y creciente demanda por las especies involucradas en la preparación de la ayahuasca (B. caapi, P. viridis y D. cabrerana), ha generado una creciente extracción de especies silvestres del bosque y promovido la creación de plantaciones comerciales. En Brasil, Bolivia, Colombia y Perú, la extracción indiscriminada de especies botánicas con fines comerciales como la de los árboles de la quina y el caucho ya ha generado impactos y conflictos sociales, culturales y ambientales. La extracción para satisfacer la demanda no se da solo para los países mencionados sino también para la creciente demanda internacional en países de Norteamérica como México, Estados Unidos y Canadá, y de Europa.

### Crímenes asociados a los rituales
Han ocurrido incidentes relacionados al consumo de la ayahuasca como intentos de violación, violaciones y asesinatos:
- En Perú, a inicios del 2010, una turista alemana de 23 años fue golpeada y violada durante un ritual de ayahuasca en la ciudad de Iquitos.[58] El 2012, un curandero enterró clandestinamente a un estadounidense de 18 años luego de que falleciera después de un ritual de ayahuasca en la región de Madre de Dios.[59] El 2014, una mujer de Canadá denunció haber sido tocada indebidamente por el curandero Guillermo Arévalo y luego abusada sexualmente por un familiar del curandero.[60][61] El 2015, también en Iquitos, un ciudadano canadiense asesinó a uno británico de 26 años durante una sesión de ayahuasca.[62]  El 2018 en la región Ucayali un canadiense de 41 años que viajó a Perú con el objetivo de estudiar las prácticas chamánicas del pueblo shipibo-conibo es asesinado luego de ser acusado del homicidio de la líder indígena Olivia Arévalo.[63]
- En Ecuador, se han presentado acusaciones de intento de violación y denuncia por violación a turistas durante rituales tsáchila de ayahuasca en la provincia de Santo Domingo el 2014,[64] el 2015[65] y el 2017.[66]
- En Colombia, Orlando Gaitán en mayo de 2019 fue declarado culpable del delito de acceso carnal con persona puesta en incapacidad de resistir y que entre 2008 y 2012, en la población de La Vega (Cundinamarca), utilizó sus conocimientos sobre la cultura indígena para hacerse pasar por chamán y acceder a las víctimas.[67][67] Abusó sexualmente de decenas de mujeres que creyeron estar siendo sanadas en medio de rituales indígenas.[68] Las manipuló psicológicamente y se aprovechó de su fe para someterlas durante años a vejámenes. Gracias a una primera denuncia de una menor de edad, se desencadenó una avalancha de testimonios de más mujeres que durante la última década fueron víctimas del falso Taita.[69]

### Apropiación cultural
Se ha discutido que existe apropiación cultural dentro de la industria del turismo de ayahuasca al ser ofrecida a personas que provienen de culturas diferentes a las de las etnias amazónicas en donde la bebida es parte de las prácticas chamánicas y purgativas. Asimismo, también se ha afirmado que existe apropiación cultural cuando tanto los extranjeros abren un albergue para ofrecer servicios asociados a la ayahuasca como cuando ellos mismos los ofrecen, ya sea en la amazonía o en sus ciudades de origen.